# Linda Avey
Linda Avey (Dakota do Sul, 1960) é uma bióloga estadunidense. É co-fundadora do 23andMe.